# Яковское (Московская область)
Яковское — деревня в городском округе Кашира Московской области.

## География
Находится в южной части Московской области на расстоянии приблизительно 13 км на юг-юго-восток по прямой от железнодорожной станции Кашира.

## История
Известна с 1578 году как деревня (ранее погост Яковской), в которой построена была Николаевская церковь. В первой четверти XVIII века вместо деревянной церкви возвели каменную. До 2015 года входила в состав сельского поселения Домнинского Каширского района.

## Население
Постоянное население составляло 294 человека в 2002 году (русские 96 %), 284 в 2010.